# شمس أباد (أصفهان)
شمس أباد هي قرية في مقاطعة أصفهان، إيران. عدد سكان هذه القرية هو 12 في سنة 2006.